# Ceryx ciprianii
Ceryx ciprianii là một loài bướm đêm thuộc phân họ Arctiinae, họ Erebidae.